# Надеждеа (Харгита)
Надеждеа (рум. Nădejdea) насеље је у Румунији у округу Харгита у општини Михаилени. Oпштина се налази на надморској висини од 769 m.

## Становништво
Према подацима из 2002. године у насељу је живело 623 становника.

### Попис2002.
| Расподела становништва по националности 2002.‍ | Расподела становништва по националности 2002.‍ | Расподела становништва по националности 2002.‍ | Расподела становништва по националности 2002.‍ | Расподела становништва по националности 2002.‍ |
| --------------------------------------------- | --------------------------------------------- | --------------------------------------------- | --------------------------------------------- | --------------------------------------------- |
|                                               |                                               |                                               |                                               |                                               |
| Румуни                                        | Румуни                                        |                                               | 11                                            | 1,8%                                          |
| Мађари                                        | Мађари                                        |                                               | 612                                           | 98,2%                                         |